# Ermita de Santa Cecilia (Obargo)
La ermita de Santa Cecilia es un inmueble de la localidad española de Obargo, en la provincia de Cantabria.

## Descripción
El edificio se encuentra en la localidad española de Obargo, en la provincia de Cantabria. Aparece descrito en el cuarto volumen del Diccionario geográfico-estadístico-histórico de España y sus posesiones de Ultramar de Pascual Madoz, en la entrada correspondiente a Barreda, con las siguientes palabras:

En el barrio de Obargo hay una ermita bajo la advocacion de Santa Cecilia que tuvo algunos bienes raices, pero se vendieron con aprobacion del diocesano para construir una casa rectoral en Barreda, con motivo de haber quemado los franceses en la guerra de la Independencia la que habitaba el cura párroco.
(Madoz, 1846, p. 42)